# Brosse à peindre
Pour les articles homonymes, voir Brosse.

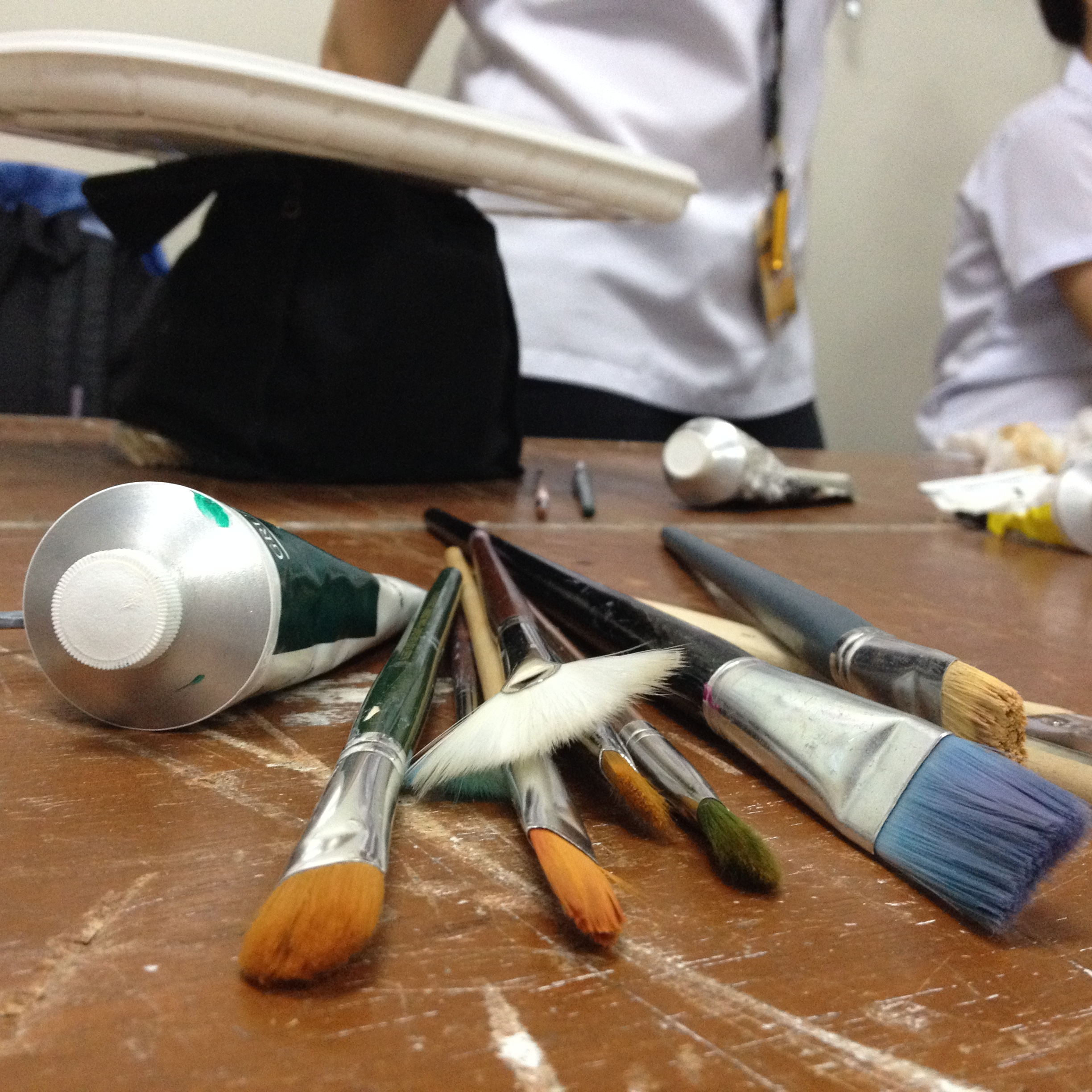
Brosses pour la peinture artistique.

Une brosse à peindre est une brosse destinée à enduire une surface de peinture, soit pour la décoration, soit dans un ouvrage artistique.
Une brosse se compose de :
- la garniture : une touffe de poils naturels ou en fibres synthétiques ;
- la monture : enserre et attache le sommet de la garniture au manche ;
- le manche ou hampe : en bois, plume, métal ou plastique.

En principe, brosse est le terme générique, et le pinceau est une variété de brosse; mais l'usage les distingue peu, et si le pinceau est « une brosse ronde présentant une garniture plus ou moins effilée » et un poil souple, beaucoup emploient les deux termes indistinctement.
En peinture artistique, on a tendance à parler de brosse pour celles qui ne sont pas des pinceaux. Béguin note une différence d'usage : « la brosse permet l'application en étendue, en épaisseur et parfois en relief (…) (indirectement elle favorise la matité), alors que le pinceau est fait pour la finesse, la minceur, le lissé de l'application (favorisant ainsi le brillant ». L’Encyclopédie de la peinture avance que pinceau se dit plutôt des instruments pointus destinés à la calligraphie, à l'aquarelle, au lavis, tandis qu'on parle de brosse pour ceux dont les poils sont parallèles qu'on emploie pour les peintures pâteuses, principalement, de nos jours, peinture à l'huile et acrylique. On en distingue une grande variété de modèles, selon leur destination. 

## Garniture
La garniture est l'élément essentiel de la brosse.
Les brosses à peindre sont le plus souvent montées en soies de porc, que caractérisent leur fermeté, leur élasticité et leur résistance ; cependant, on emploie aussi des poils plus souples et des fibres synthétiques, selon l'usage recherché.
Les fibres de la garniture sont de forme approximativement cônique. On les appelle poil jusqu'à environ 0,15 mm de diamètre maximal, et soie, à partir de 0,25 mm. Les poils naturels s'utilisent exclusivement côté pointe ; la mise à longueur se fait côté racine. On ne doit pas retailler la garniture pour obtenir une nouvelle forme.
Contrairement aux poils fins, l'extrémité d'une soie de porc est à fleur multiple (comme une fourche) et non unique. Elle va mieux retenir la matière pâteuse et l'étaler de manière uniforme, d'où son utilisation fréquente dans les techniques à l'huile et acrylique.
La soie est naturellement courbée — on dit cambrée —, ce qui permet une bonne accroche et un bon contrôle de la pâte. Les soies cambrées peuvent être montées parallèles ou « sur cambre ». Les brosses montées sur cambre réunissent plusieurs touffes de soies de porc montées parallèles, disposées face à face dans la virole. La courbure des soies resserre les pointes à partir du milieu de la garniture. Le procédé améliore la tenue des soies.
On distinque trois qualités : demi-blanc, beau-blanc, beau-blanc extra.
Les brosses sont fabriquées dans une grande diversité de formes. On distingue principalement les brosses rondes, les plates et les arrondies ; on les caractérise aussi par la longueur des poils. On emploie aussi pour des usages particuliers les brosses éventail .

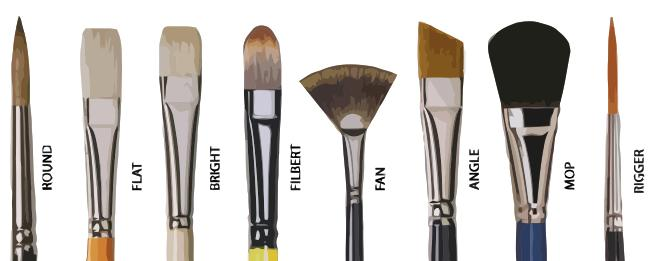
De gauche à droite : ronde, plate longue, plate courte ou carrée, usée bombée ou langue de chat, éventail, biseautée, pinceau mouilleur, pinceau herbe folle ou à filet.

## Monture
La garniture est collée, autrefois avec une colle de peau, ou gomme laque, de nos jours plutôt avec une résine synthétique.
La monture est le plus souvent une feuille ou un tube de métal serti sur le manche et autour de la garniture. Pour les formes plates, un rivet ou un clou assure la solidarité avec le manche.
Pour les pinceaux, on parle de virole. La virole peut être en métal, ou confectionnée, comme autrefois, dans une plume fendue — remplacée éventuellement par une imitation en matière plastique souple — et ligaturée par un fil.

## Manche
Le manche des brosses pour peinture artistique est la plupart du temps long, pour permettre à l'artiste de travailler assez loin du tableau.
Les pinceaux destinés à l'aquarelle ont ordinairement une hampe à peine plus grande qu'un crayon.

## Accessoires
On appelle pincelier une boîte ou une trousse destinée à ranger les brosses et pinceaux. Si le pincelier est destiné au transport, il peut comporter un dispositif pour empêcher que les brosses ne reposent sur leur garniture.
Les brosses se nettoient avec le diluant du liant de la peinture, puis avec de l'eau et du savon. On conseille souvent de les laisser sécher la garniture en bas, pour favoriser l'égouttage.

## Fabrication et commerce
La fabrication des brosses à peindre par des artisans, puis des industriels spécialisés, date en Europe du XVIIIe siècle. On trouve ainsi Parent, établi à Paris en 1793. Cette profession semble avoir été bien moins lucrative que la fabrication de peintures colorées. Les marchands de couleurs ont très vite vendu, avec les peintures, les brosses et le reste des instruments nécessaires.